# Luji, Henan
Luji (kinesiska: 芦集, 芦集乡) är en socken i Kina. Den ligger i provinsen Henan, i den centrala delen av landet, omkring 300 kilometer sydost om provinshuvudstaden Zhengzhou. Antalet invånare är 33 477. Befolkningen består av 17 376 kvinnor och 16 101 män. Barn under 15 år utgör 28,0 %, vuxna 15-64 år 62 %, och äldre över 65 år 9,0 %.
Genomsnittlig årsnederbörd är 1 211 millimeter. Den regnigaste månaden är augusti, med i genomsnitt 208 mm nederbörd, och den torraste är januari, med 21 mm nederbörd.